# Jeff Carter (Eishockeyspieler)
Jeff Carter (* 1. Januar 1985 in London, Ontario) ist ein ehemaliger kanadischer Eishockeyspieler. Der Center bestritt zwischen 2005 und 2024 über 1300 Partien in der National Hockey League (NHL) und lief dabei für die Philadelphia Flyers, Columbus Blue Jackets, Los Angeles Kings und Pittsburgh Penguins auf. Im Trikot der Kings gewann er dabei in den Jahren 2012 und 2014 den Stanley Cup, während er mit der kanadischen Nationalmannschaft bei den Winterspielen 2014 Olympiasieger wurde.

## Karriere

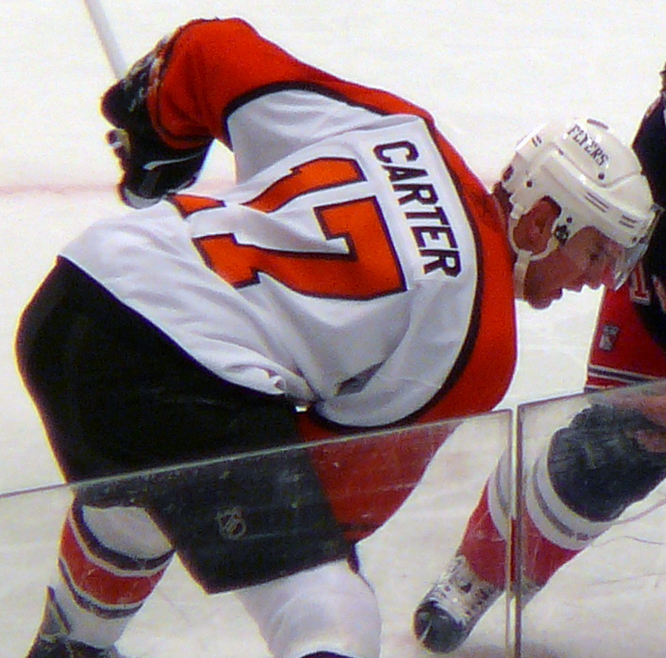
Carter im Trikot der Flyers (2007)

Der 1,91 m große Center spielte zunächst für die Strathroy Rockets in einer unterklassigen kanadischen Juniorenliga in Ontario, bevor der Angreifer ab der Saison 2001/02 für die Sault Ste. Marie Greyhounds in der Ontario Hockey League aufs Eis ging, für welche Carter insgesamt vier Saisonen aktiv war. Während dieser Zeit wurde er beim NHL Entry Draft 2003 als Elfter in der ersten Runde von den Philadelphia Flyers ausgewählt.
In der Saison 2003/04 wurde der Rechtsschütze in deren Farmteam, die Philadelphia Phantoms, in der American Hockey League eingesetzt, doch spielte Carter hauptsächlich auch weiterhin für die Greyhounds und gewann nach der Saison 2004/05 die William Hanley Trophy als sportlich fairster Spieler der OHL. Gegen Ende der Spielzeit 2004/05 gehörte er zum Stammkader der Phantoms, bei denen er mit zwölf Toren und elf Assists in 23 Play-off-Spielen maßgeblich zum Calder-Cup-Sieg, der Meisterschaft der AHL, beitrug. Nach diesem Erfolg gehörte der Kanadier mit Beginn der folgenden Saison zum NHL-Stammkader der Flyers, sein erstes Tor in der National Hockey League erzielte er am 24. Oktober 2005 in einer Partie gegen die Florida Panthers. Im weiteren Verlauf etablierte er sich als einer der Leistungsträger bei den Flyers, so erreichte er in der Spielzeit 2008/09 mit 84 Punkten aus 82 Spielen einen Punkteschnitt von über 1,0 pro Spiel, wurde damit bester Scorer seiner Mannschaft und zugleich ligaweit hinter Alexander Owetschkin (56) zweitbester Torschütze mit 46 Treffern. Demzufolge unterzeichnete er im November 2010 einen neuen Vertrag in Philadelphia, der ihm in den kommenden elf Jahren ein Gesamtgehalt von 58 Millionen US-Dollar einbringen soll.
Am 23. Juni 2011 wurde Carter jedoch im Tausch gegen Jakub Voráček sowie ein Erst- und Drittrunden-Wahlrecht im NHL Entry Draft 2011 zu den Columbus Blue Jackets transferiert. Diese gaben ihn bereits kurz vor der Trade Deadline, am 23. Februar 2012, im Austausch für Jack Johnson und ein Erstrunden-Wahlrecht im NHL Entry Draft 2012 oder NHL Entry Draft 2013 an die Los Angeles Kings ab. Mit Los Angeles gewann der Angreifer noch am Ende dieser Saison in den Playoffs 2012 seinen ersten Stanley Cup und bildete mit Spielern wie Jonathan Quick, Drew Doughty, Anže Kopitar und Justin Williams ein Grundgerüst der Kings, das diesen Erfolg in den Playoffs 2014 wiederholen sollte. Darüber hinaus übernahm er ab der Spielzeit 2015/16 die Funktion des Assistenzkapitäns beim Team aus Kalifornien. Im November 2019 bestritt Carter sein insgesamt 1000. Spiel der regulären Saison in der NHL.
Nach über neun Jahren in Los Angeles wurde der Angreifer kurz vor der Trade Deadline im April 2021 an die Pittsburgh Penguins abgegeben. Im Gegenzug erhielten die Kings, die weiterhin die Hälfte von Carters Gehalt übernahmen, ein konditionales Drittrunden-Wahlrecht für den NHL Entry Draft 2022 sowie ein konditionales Viertrunden-Wahlrecht für den NHL Entry Draft 2023. Aus dem Wahlrecht für die dritte soll eines für die zweite Runde werden, sofern Pittsburgh das Stanley-Cup-Finale in den Playoffs 2021 erreicht und Carter dabei mindestens die Hälfte der Spiele bestreitet. Das Viertrunden-Wahlrecht wiederum verbessert sich ebenfalls um eine Runde, sofern er in der Spielzeit 2021/22 mindestens 50 Partien für die Penguins absolviert. Erstere Bedingung erfüllte sich nicht, Zweitere allerdings schon.
Nach der Saison 2023/24 verkündete Carter das Ende seiner aktiven Karriere. Insgesamt hatte er 1321 Partien absolviert und dabei 851 Scorerpunkte verzeichnet.

### International
Mit der kanadischen Nationalmannschaft gewann Jeff Carter bei der U18-Junioren-Weltmeisterschaft 2003 die Goldmedaille und bei den U20-Junioren-Weltmeisterschaften 2004 und 2005 die Silber- bzw. die Goldmedaille. Mit den Senioren nahm er an der Weltmeisterschaft 2006 teil. 2014 wurde er mit der kanadischen Nationalmannschaft Olympiasieger. Zudem war Carter Teil der kanadischen Auswahl beim World Cup of Hockey 2016, sagte jedoch verletzungsbedingt ab.

## Erfolge und Auszeichnungen
| - 2003 CHL Top Prospects Game - 2004 OHL Second All-Star Team - 2005 OHL First All-Star Team - 2005 William Hanley Trophy - 2005 CHL Sportsman of the Year - 2005 CHL First All-Star Team | - 2005 Calder-Cup-Gewinn mit den Philadelphia Phantoms - 2009 Teilnahme am NHL All-Star Game - 2012 Stanley-Cup-Gewinn mit den Los Angeles Kings - 2014 Stanley-Cup-Gewinn mit den Los Angeles Kings - 2017 Teilnahme am NHL All-Star Game |

### International
| - 2003 Goldmedaille bei der U18-Junioren-Weltmeisterschaft - 2004 Silbermedaille bei der U20-Junioren-Weltmeisterschaft - 2004 All-Star-Team der U20-Junioren-Weltmeisterschaft - 2005 Goldmedaille bei der U20-Junioren-Weltmeisterschaft | - 2005 All-Star-Team der U20-Junioren-Weltmeisterschaft - 2005 Bester Torschütze der U20-Junioren-Weltmeisterschaft - 2014 Goldmedaille bei den Olympischen Winterspielen |

## Karrierestatistik

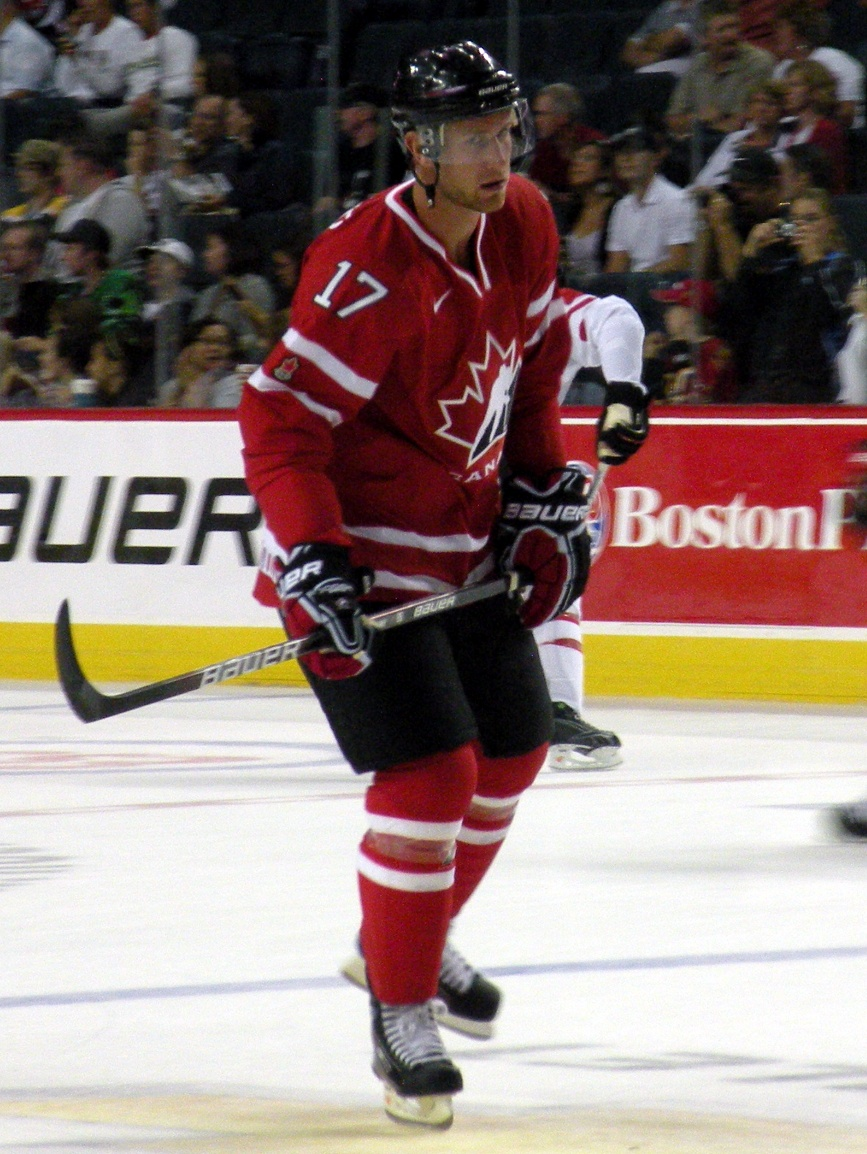
Carter im Dress der kanadischen Nationalmannschaft

### International
Vertrat Kanada bei:
| - U18-Junioren-Weltmeisterschaft 2003 - U20-Junioren-Weltmeisterschaft 2004 - U20-Junioren-Weltmeisterschaft 2005 | - Weltmeisterschaft 2006 - Olympischen Winterspielen 2014 |

(Legende zur Spielerstatistik: Sp oder GP = absolvierte Spiele; T oder G = erzielte Tore; V oder A = erzielte Assists; Pkt oder Pts = erzielte Scorerpunkte; SM oder PIM = erhaltene Strafminuten; +/− = Plus/Minus-Bilanz; PP = erzielte Überzahltore; SH = erzielte Unterzahltore; GW = erzielte Siegtore; 1 Play-downs/Relegation; Kursiv: Statistik nicht vollständig)